# Agence pour l'évaluation de la qualité de l'enseignement supérieur
L’Agence pour l'évaluation de la qualité de l'enseignement supérieur (AEQES) est chargée de mener les évaluations de la qualité des cursus d’enseignement supérieur organisés en Fédération Wallonie-Bruxelles, en universités, hautes écoles, écoles supérieures des arts et établissements d’enseignement de promotion sociale. L’AEQES est une agence de service public, indépendante, qui pratique une évaluation formative basée sur un dialogue entre toutes les parties prenantes œuvrant au sein des établissements.

## Missions
S’inscrivant dans le contexte européen, l’AEQES rend compte de la qualité de l’enseignement supérieur et œuvre à son amélioration constante.
Dans ce cadre, elle a pour missions de :
- procéder à l'évaluation des cursus de l'enseignement supérieur en mettant en évidence les bonnes pratiques, les insuffisances et les problèmes à résoudre ;
- veiller à la planification décennale des évaluations et à leur mise en œuvre[4] ;
- favoriser la coopération entre toutes les composantes de l'enseignement supérieur afin d'améliorer la qualité au niveau de chaque établissement ;
- faire des propositions adressées aux responsables politiques en vue d'améliorer la qualité de l'enseignement supérieur ;
- représenter la Fédération Wallonie-Bruxelles auprès des instances nationales et internationales en matière d'évaluation de la qualité de l'enseignement supérieur.

L'AEQES n'est pas une agence d'accréditation ; elle émet des recommandations pour favoriser le développement d'une culture de la qualité dans les établissements. Dans cette optique, l’AEQES ne réalise pas de classements d’établissements mais promeut une culture qualité notamment via la publication, sur son site, des rapports des évaluations réalisées.

## Historique
En réponse à l'objectif « Qualité » du Processus de Bologne, le Parlement de la Communauté française vote en 2002 un décret créant l'AEQES. Cette première Agence, effective dès 2004, élabore une méthodologie qui lui permet de réaliser l’évaluation de plusieurs cursus de type long et/ou court. En 2008, son mode de fonctionnement a été revu par décret.
Depuis 2011, l’AEQES est reconnue membre de plein droit de l’ENQA et figure sur le registre européen EQAR. En 2014, l’AEQES a cofondé le Réseau francophone des agences qualité pour l’enseignement supérieur.

## Méthodologie de l’AEQES pour évaluer les programmes d’enseignement supérieur

### L'évaluation initiale
La première phase de l’évaluation initiale se constitue d’une évaluation interne. Celle-ci mobilise l'ensemble des acteurs de l'établissement autour du  référentiel d’évaluation articulé en cinq critères. Elle aboutit à la rédaction d'un dossier d'autoévaluation.
Un comité d’experts indépendants est mandaté par l’AEQES. Il analyse les dossiers d'autoévaluation, visite les établissements et rencontre les acteurs concernés. Il rédige un rapport préliminaire à destination des autorités académiques. Les experts élaborent ensuite le rapport d’évaluation externe incluant, s'il échet, les observations des autorités académiques et le transmettent à l'AEQES qui le publie sur son site internet.
Cette seconde phase a pour objectifs de :
- poser un regard extérieur sur l’analyse et les conclusions du dossier d’autoévaluation ;
- attester la correspondance entre la description contenue dans le dossier et les constats réalisés in situ ;
- analyser l’adéquation des ressources décrites dans le dossier aux besoins ;
- évaluer le niveau de réalisation des objectifs décrits dans le dossier ;
- donner un avis sur la pertinence et la faisabilité du plan d’action figurant dans le dossier d’autoévaluation ;
- énoncer toute recommandation utile en vue d’améliorer la qualité de l’enseignement.

À l’issue de chaque évaluation, l’AEQES publie également sur son site internet une analyse transversale reprenant une présentation de l’offre de formation et de ses débouchés en Fédération Wallonie-Bruxelles, pour l’ensemble du cursus évalué.
Ensuite, les autorités de l'établissement organisent le suivi à donner au processus d'évaluation. Dans les six mois qui suivent la publication sur le site internet de l'AEQES des rapports par établissement pour un cursus donné, chaque établissement concerné publie sur son propre site internet son plan d’action.

### L’évaluation de suivi
L’objectif de la phase de suivi est de soutenir les établissements dans leur dynamique d’amélioration continue, dans la poursuite des actions mises en place et dans le développement d’outils de pilotage. Ce faisant, la procédure garantit, dans le cadre d’un rythme décennal d’évaluation de programmes, le maintien d’un engagement actif vers une culture qualité intégrée ainsi qu’un équilibre entre mécanismes internes et externes d’assurance qualité.
Cette évaluation de suivi s’articule autour de la remise, par l’établissement, d’un dossier d’avancement et d’une évaluation externe (incluant une visite sur place et la publication d’un rapport de suivi sur le site internet de l’AEQES).

## Fonctionnement
Les organes de l'Agence pour l'évaluation de la qualité de l'enseignement supérieur sont le Comité de gestion, le Bureau et la Cellule exécutive. Les décisions de l'AEQES sont prises par le Comité de gestion. Le Bureau prépare les décisions du Comité de gestion et assure toutes les missions que ce dernier lui délègue dans son règlement d'ordre intérieur. La Cellule exécutive est chargée de mettre en œuvre les décisions du Comité de gestion et du Bureau et veille à la bonne organisation des évaluations.
Les membres du Comité de gestion, du Bureau et de la Cellule exécutive s'engagent à respecter le code de déontologie établi par l'Agence.

## Publications
L'AEQES rend compte de la qualité de l'enseignement supérieur en publiant sur son site internet :

- les résultats des évaluations des programmes :

1. établissement par établissement : le rapport de suivi ;
2. pour l’ensemble d’un programme évalué : les analyses transversales et des études et des analyses plus générales sur l’enseignement supérieur en FWB.

- des documents ayant davantage trait au fonctionnement interne de l’AEQES : des rapports d’activités, son manuel qualité, des  avis] etc.